# تودار (آذربایجان)
تودار (به لاتین: Tudar) یک منطقه مسکونی در جمهوری آذربایجان است که در شهرستان خیزی واقع شده‌است.